# Locrio
El locrio es un arroz guisado con salsa de tomate y alguna proteína: carnes, pescados, vísceras, mariscos, vegetales, etc. típico de la República Dominicana, también se utilizan cereales como el trigo.

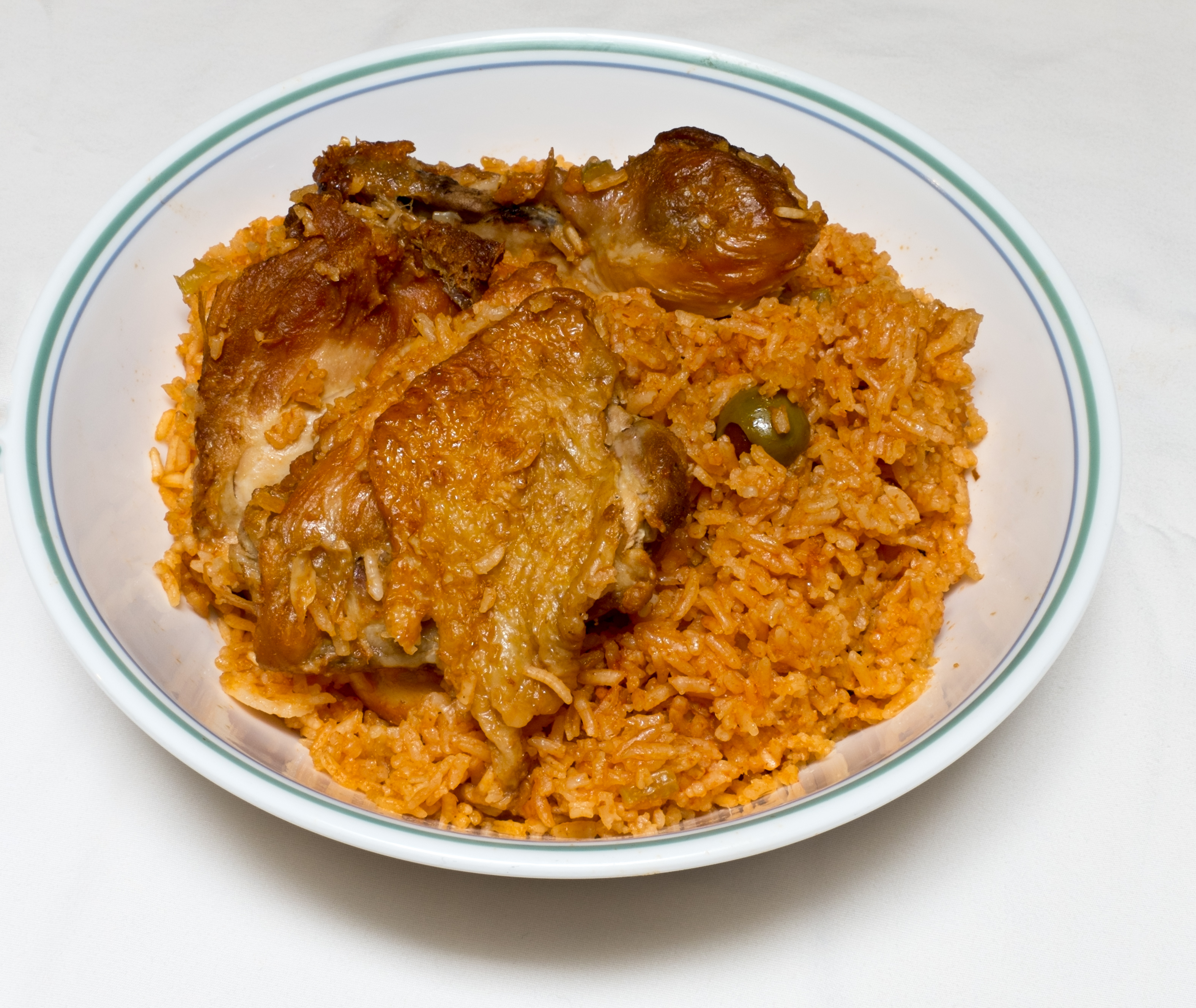
Un Locrio de pollo

## Origen del nombre
La palabra locrio deriva de la palabra locro, que es un guiso propio de los países situados en la cordillera de los Andes aunque etimológicamente el sufijo de la palabra sea el prefijo de la palabra criollo (del portugués crioulo, y este de cría. Criollo, es un americanismo que se empleó desde la época de la colonización de América aplicándolo a los nacidos en el continente americano. Hace referencia a los criados. Por lo tanto la denotación locrio sería locro criollo o guisado criollo.

## Origen del plato
El locrio podría tener su origen en la adaptación criolla de la paella valenciana, que era un plato típico de origen humilde, de los campesinos españoles, siendo precisamente los españoles quienes introdujeron el arroz (Oryza sativa - del árabe أرز, Ar-ruzz) al continente americano entre los siglos XVI y XVII. En La Hispaniola las variaciones del locrio como lo es el chambre, el asopado o asopao y el arroz con hongo Djon Djon -Yonyón - Tipo de arroz con hongos Djon Djon típico de Haití (Psathyrella coprinoceps), así lo sugieren.

## El Locrio en la actualidad
En el siglo XIX, el locrio fue considerado como una comida de pobres y de campesinos, siendo poco popular en las mesas de la Haute Socialité Dominicana, subestimando así su valor nutritivo y su importancia gastronómica. Hoy en día, el locrio ha resurgido dentro de la gastronomía Dominicana como un plato distintivo debido a la expansión del conocimiento gastronómico de la población que compara el mismo con el famoso risotto italiano, el arroz frito, el nasi goreng de Indonesia y Malasia, el arroz asiático congee o cháo y el famoso chow fan o arroz frito chino.

## Tipos de Locrio

### Locrios de Carne

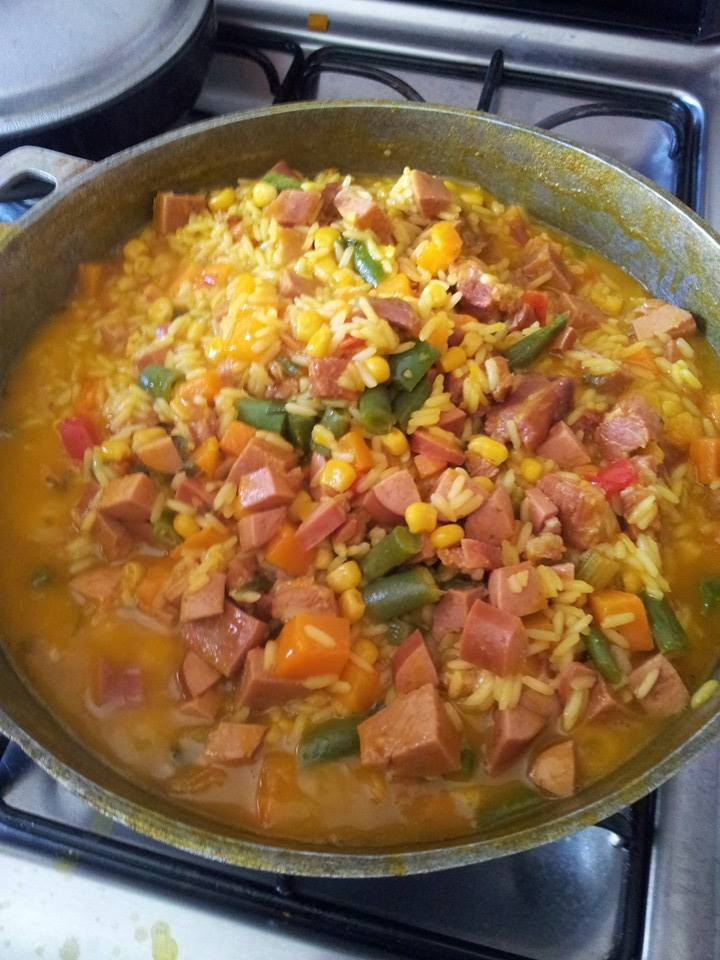
Locrio Mixto en Proceso de Cocción

Entre las carnes más utilizadas en la República Dominicana para la elaboración de los locrios está la carne de pollo y la Carne de Cerdo aunque puede ser hecho de otras carnes y variaciones de estas mismas, guisadas o procesadas como el caso de las chuletas de cerdo ahumada, las costillas de cerdo ahumadas y la longaniza, entre otras vísceras (pipián de cerdo, cueros de cerdo ahumado, chicharrón de cerdo, pipián de chivo, hígado de pollo, mollejas de pollo, etc). También son utilizados embutidos como el salami y el jamón en la elaboración de los locrios de carnes. Otras variaciones tienen chorizo, salchichas y pata de cerdo ahumada llamada lacón de cerdo.

### Locrios de pescados y mariscos
Entre los mariscos más utilizados están los mejillones negros (Choromytilus meridionalis), almejas blancas (Mercenaria mercenaria), El bulgado (Cittarium pica), o pescados enlatados o preservados como el arenque ahumado, bacalao salado, sardinas enlatadas, atún enlatado, entre otros. La variación del locrio de sardinas es comúnmente conocida como locrio de “Pica Pica” debido a la utilización de sardinas enlatadas en salsa de tomate picante para su elaboración.

### Locrios vegetarianos y otros tipos
Entre las variaciones de locrio está el locrio de vegetales (papas, maíz, zanahorias, apio, vainitas, vainitas anchas, etc) y esta el locrio hecho con soya texturizada o "carne de soya". Se les suele llamar locrios “huérfanos” por la falta de carnes o mariscos. Otras variaciones menos comunes incluyen locrios de fideos y locrios de queso, especialmente utilizando queso tipo cheddar. Otras variaciones de locrios con mariscos y carnes al mismo tiempo se denominan "locrios mar y tierra".
El locrio de salami y el locrio de Pica Pica (Sardinas enlatadas en salsa de tomate con picante) son locrios muy económicos y de extrema facilidad de preparación, apropiados para ocasiones informales.

## Preparación
Empieza con aceite y azúcar, dejando que el azúcar carameliza. Entonces, los vegetales (como cebollas, etc.) son añadidos. Entonces se añaden los ingredientes que lo componen incorporándole luego el arroz y el líquido que puede ser caldo de pollo, de pescado o agua. Los locrios tienen ingredientes en común como los son las alcaparras, aceitunas, ajíes morrones y por lo general pasta de tomate, la cual puede ser sustituida por bija o achiote (Bixa orellana), lo cual le da su color amarillo rojizo característico.

## Emplatado del locrio y guarniciones
Aunque en la gastronomía internacional, el arroz de por sí es una guarnición o acompañante de los platos principales, en el caso del locrio, el mismo es el plato principal. Por lo general, el locrio se come con acompañamientos específicos entre los cuales encontramos uno o más de los siguientes:
- Habichuelas verdes guisadas (preferiblemente "jiritas" o pinto beans)
- Ensalada verde o de repollo
- Ensalada de aguacate
- Plátanos verdes fritos o tostones (véase patacón en Panamá)
- Plátanos maduros fritos o "Maduros"
- Plátanos pasados por el Caldero (Dulce de plátanos maduros que se elabora con azúcar y canela)
- Casabe horneado (cassava bread) natural o con ajo, aunque muchas personas prefieren hornearlo con un poco de aceite de oliva.

## Animales domésticos usados en locrios
Aunque suele ser poco común, en algunos sectores de Santo Domingo y la República Dominicana, los locrios son hechos con carne de cualquier animal (Felis silvestris catus) en los llamados "Cocinao de Tigueres", lo cual está expresamente prohibido en el artículo 50 de la Ley 1268-12, Ley de Protección Animal y Tenencia Responsable de República Dominicana. En ocasiones como remedio casero se recomienda el consumo de este Locrio para curar el asma bronquial, siendo común que algunas madres dominicanas en su desesperación por encontrar una cura para los ataques de asma recurran a esta práctica. En algunos campos también es común el consumo en locrios de jutía (Plagiodontia aedium) y del solenodonte (Solenodon paradoxus) además del curio (Phodopus campbelli).
Aunque esta práctica no solo es común en República Dominicana, puesto que en el sudeste asiático existen variaciones de estos arroces que son hechos con roedores y en los orígenes de la paella valenciana española, en algunos municipios de la provincia de Valencia, uno de sus ingredientes eran las ratas de agua, un roedor que habita cerca de las zonas fangosas del lago de La Albufera que se alimenta de arroz y vegetales. Tenía un sabor parecido al conejo. Lo confirman diversos autores y el propio Vicente Blasco Ibáñez lo menciona en su novela «Cañas y Barro», escrita en 1902. Hoy la rata de marjal es una especie protegida.*